# Klasgenoten (Vlaanderen)
Klasgenoten was de Vlaamse versie van het gelijknamige Nederlandse televisieprogramma. In elke aflevering werd een bekende Vlaming herenigd met de voormalige medeleerlingen van een klas uit zijn schooltijd. In een nagemaakte klasomgeving in de studio werden schoolherinneringen opgehaald en werd gepraat over hun latere carrière.

## VTM
Het programma liep van 1989 tot 1992 op de Vlaamse commerciële zender VTM en werd gepresenteerd door Guido Depraetere.
De centrale gasten in het eerste seizoen waren Wilfried Martens, Urbanus, Jean-Marie Pfaff, Walter Capiau, Johan Verminnen, Willy Vandersteen, Patrick Dewael, Nadine De Sloovere, Ingrid Berghmans, Hugo Schiltz, Lutgart Simoens, Louis De Lentdecker, Senne Rouffaer, Eddy Planckaert, Jo De Meyere, Louis Tobback, Willy Sommers, Terry Van Ginderen.
In 2002 kwam er een nieuw seizoen op VTM, opnieuw met Guido Depraetere, maar het programma kon het succes van vroeger niet meer evenaren en kwam na dit seizoen niet meer terug.

## VT4
In 1997 werd er een reeks van het programma uitgezonden op de commerciële zender VT4 met als presentator Terry Verbiest.  De centrale gasten in deze reeks waren Georges Leekens, Rani De Coninck, Jaak Pijpen, Chris Van Den Durpel, Mieke Vogels, Carl Huybrechts, Heidi Rakels, Gui Polspoel, Luc Verschueren.

## Boeken
- Manu ADRIAENS, Klasgenoten, Standaard Uitgeverij, 1990. ISBN 978-90-021-9033-9